# Landelino Lavilla Alsina
Landelino Lavilla Alsina (Lleida, 6 agosto 1934 – Madrid, 13 aprile 2020) è stato un politico spagnolo.

## Biografia
Lavilla nacque a Lerida il 6 agosto 1934. Conseguiì due lauree: una presso l'Università di Saragozza, l'altra presso l'Università Complutense di Madrid.
Si unì alla corte dei conti nel 1958 e al consiglio di stato nel 1959, divenendo poi membro anziano del Partito Democratico Cristiano. Il gruppo pubblicò articoli nel quotidiano cattolico Ya, a partire dal 1972. Fu sottosegretario all'industria nell'ultimo gabinetto di Francisco Franco dal 1974 al 1976.
Fu nominato ministro della giustizia nel primo gabinetto di Adolfo Suárez il 5 luglio 1976, in sostituzione di Antonio Garrigues e Díaz-Cañabate. Mantenne il suo incarico anche dopo le elezioni generali del giugno 1977. Redasse l'atto di riforma politica approvato dal congresso nel novembre 1977 e attuò un processo legale che avrebbe poi aperto la strada alla legalizzazione di tutti i principali gruppi politici, compresi i comunisti. Il mandato di Lavilla terminò il 6 aprile 1979, quando Íñigo Cavero fu nominato ministro della giustizia.
Fu nominato senatore nel 1977 e rimase in carica fino al 1978. Fu eletto al congresso dei deputati nel 1979, in rappresentanza della provincia di Jaén. Fu relatore del Congresso dal 1979 al 1982, assistendo al colpo di stato del colonnello Antonio Tejero. Prima delle elezioni generali del 1982 guidò il Partito Democratico Cristiano. Fu rieletto nel 1982, in rappresentanza della provincia di Madrid, ma si dimise dall'incarico nel 1983.
Era membro permanente e presidente della prima sezione del consiglio di stato spagnolo e della Royal Academy of Jurisprudence and Legislislation.